# Juristische Blätter
Die Juristischen Blätter, kurz „JBl“, sind eine Zeitschrift für Abhandlungen über theoretisch-dogmatische und praktische Probleme aus dem gesamten Gebiet des österreichischen Rechts. Sie werden monatlich mit der Beilage „Wirtschaftsrechtliche Blätter“ im Verlag Österreich herausgegeben.

## Geschichte

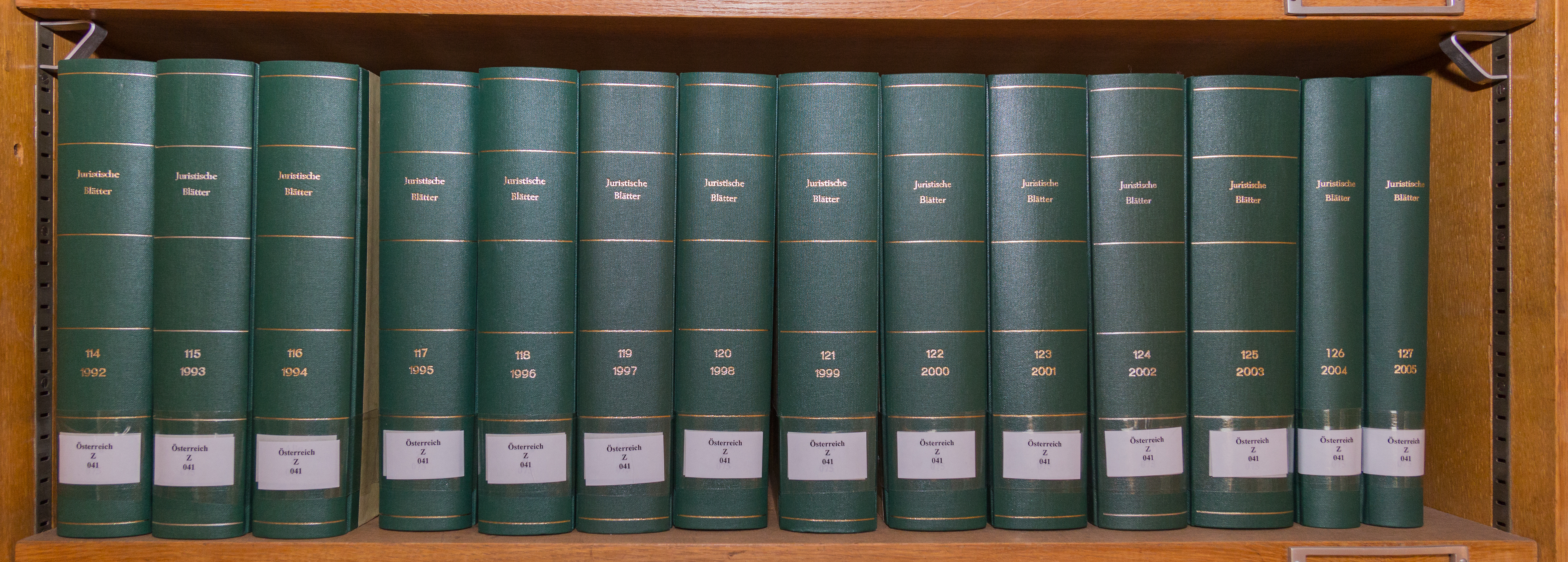
Gebundene Jahrgänge der Juristischen Blätter in der ZRB Münster

Die Juristischen Blätter erschienen erstmals 1872 als Wochenzeitschrift in Wien. Von 1890 bis 1908 wurde die Zeitschrift von Robert Schindler, zeitweilig zusammen mit Edmund Benedikt, herausgegeben. Ernst Bum fungierte seit 1908, zuerst gemeinsam mit Robert Schindler, dann alleine als Herausgeber. Ab 1922 trat die Juristische Blätter GmbH als Eigentümerin und Verlegerin in Erscheinung. Ernst Bum war weiterhin Herausgeber und verantwortlicher Schriftleiter. Im Jahr 1924 trat Heinrich Klang als Herausgeber hinzu. Die Juristischen Blätter erschienen bis 1926 noch im Eigenverlag. Nach dem Tod von Ernst Bum 1927 wurde Otto Zimbler neben Heinrich Klang Mitherausgeber und die Juristischen Blätter erschienen ab nun im Verlag von Julius Springer in Wien.
1932 wurden die Juristischen Blätter mit der Gerichts-Zeitung vereinigt, was auch im Kopf der Zeitschrift entsprechend vermerkt wurde („Juristische Blätter vereinigt mit Gerichts-Zeitung“). Die vorerst letzte Ausgabe erschien am 5. März 1938, danach mussten die Juristischen Blätter infolge der NS-Machtergreifung ihr Erscheinen einstellen. Nachdem Klang aus dem KZ Theresienstadt zurückgekehrt war, gab er ab 1946 die Juristischen Blätter erneut heraus. Zimbler war 1940 im amerikanischen Exil verstorben.
Seit 2012 und dem Verkauf des juristischen Programms von SpringerWienNewYork werden die Juristischen Blätter im Verlag Österreich herausgegeben.
Die Zeitschrift erschien zunächst im Wochenrhythmus, ab 1926 14-täglich und ab 1957 monatlich. Die Juristischen Blätter sind in der Fachdatenbank LexisNexis Online im Volltext und auf Jahrzehnte rückerfasst zugänglich.

## Inhalt
Die Juristischen Blätter behandeln aktuelle und grundsätzliche juristische Themen in Hinblick auf die rechtliche Praxis. Ein ausführlicher, von Wissenschaftern und Praktikern gestalteter Entscheidungsteil dokumentiert die Entwicklung der höchstrichterlichen Rechtsprechung aller juristischen Fachgebiete. Ein strenges Begutachtungsverfahren soll die Einhaltung wissenschaftlicher Standards in den publizierten Beiträgen gewährleisten.

## Beilagen
- ab 1929: Jahrbuch höchstrichterlicher Entscheidungen
- 1987–heute: Wirtschaftsrechtliche Blätter